# Бутен, Ким
Ким Бутен (фр. Kim Boutin; род. 16 декабря 1994, Шербрук, провинция Квебек, Канада) — канадская шорт-трекистка, 4-кратный призёр Олимпийских игр, трёхкратная чемпионка мира и 14-кратный призёр чемпионатов мира. Была знаменосцем сборной Канады на закрытии Олимпийских игр 2018 года.

## Карьера

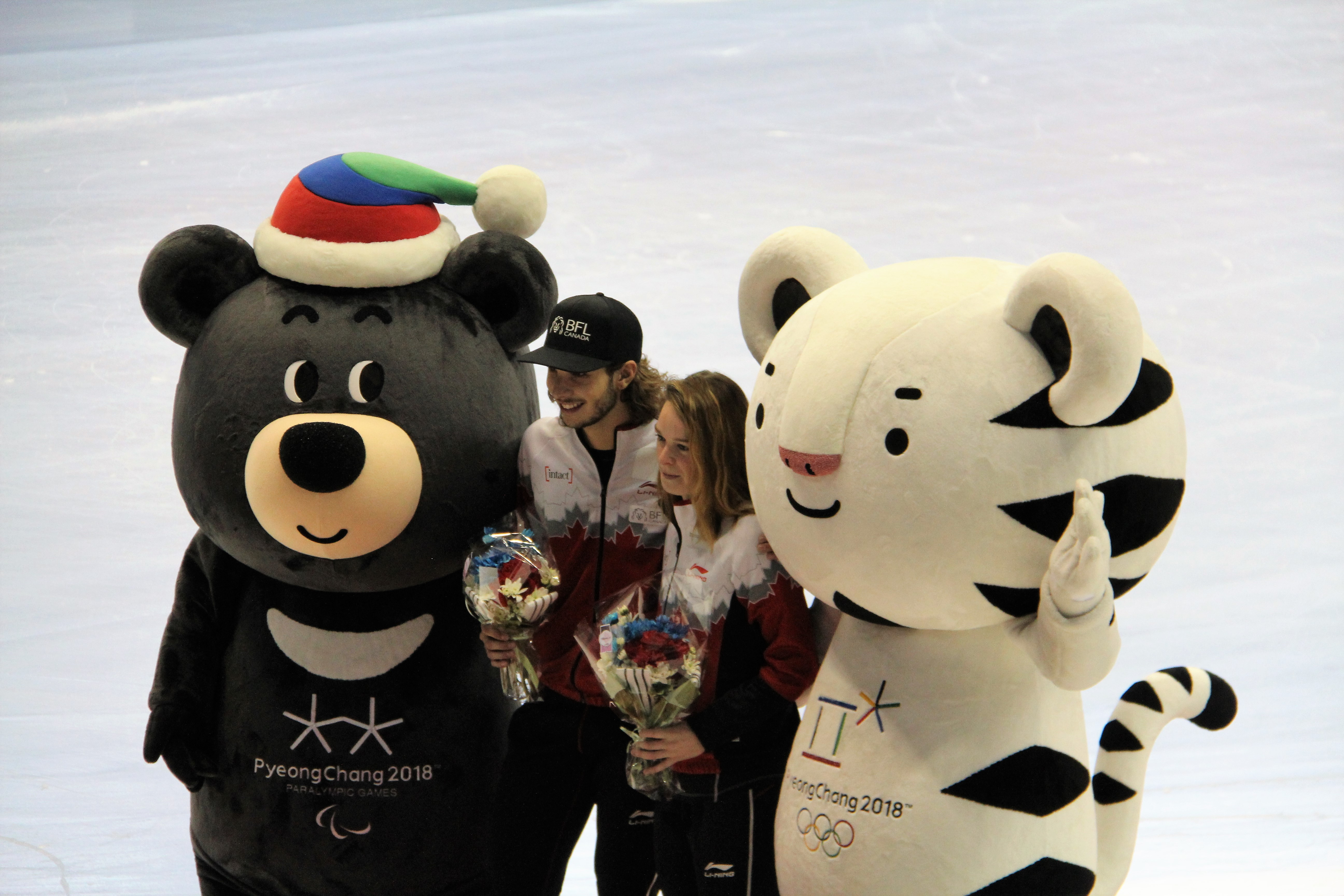

Ким начала кататься на коньках в возрасте 6 лет в Шербруке, взяв пример со своего брата.
Первого международного успеха добилась в 2014 году на юниорском чемпионате мира чемпионате мира в Эрзуруме, где выиграла серебряную награду в эстафете. В 2014 году дебютировала на этапе Кубка мира в Солт-Лейк-Сити, где заняла 3-е место в эстафетной гонке. В том же сезоне ещё дважды поднималась на подиум этапов кубка мира, дважды заняв третье место в забегах на 1000 и 1500 метров.
По итогам сезона расположилась на седьмом месте в итоговом протоколе на дистанции 1000 метров. В начале 2015 года дебютировала на чемпионате мира в Москве и заняла в общем зачёте 7-е место. В сезоне 2015/2016 года Ким выиграла в Кубке мира три награды в эстафетах и одну на 1500 м, но позже получила травму спины, что не позволило ей полгода соревноваться. В сезоне 2016/2017 годов несколько раз поднималась на подиум, и выиграла первую индивидуальную золотую медаль на этапе в Дрездене на 1500 метров. На отборочных канадских играх к Олимпиаде Ким выиграла восемь из девяти гонок.
На Олимпийских играх 2018 года Бутен дебютировала на дистанции 500 метров, где заняла 4-е место, однако после дисквалификации корейской спортсменки Чхве Мин Джон, которая заняла 2-е место, Бутен была награждена бронзой. Корейская спортсменка была дисквалифицирована за контакт во время забега с канадкой, за что Бутен подверглась критике со стороны корейских СМИ и общественности.
Позже на играх спортсменка выиграла серебряную награду в забеге на 1000 метров и бронзовую награду в забеге на 1500 метров, получив таким образом медали на всех трех индивидуальных дистанциях в рамках Олимпийских игр. Она является и сейчас единственной канадской шорт-трекисткой, выигравшей три медали на одних Олимпийских играх. В марте 2018 года на чемпионате мира в Монреале Ким выиграла две бронзы на 1500 м и в эстафете.
На следующий год на чемпионате мира в Софии выиграла целых четыре награды, серебро на 1500 м и три бронзы на 1000 м, в эстафете и в многоборье. В ноябре 2019 года на Кубке мира в Солт-Лейк-Сити она установила мировой рекорд в беге на 500 м, пробежав со временем 41,936 сек и стала первой женщиной, которая выбежала из 42 секунд.
В 2020 году из-за травмы колена она пропустила чемпионат четырех континентов в Монреале, чемпионат Канады, а также в 2021 году пропустила чемпионат мира в Дордрехте. После пропуска чемпионата мира Бутен вернулась на этапы Кубка мира осенью 2021 года, заняв 2-е место в общем зачете на 500 метров. В августе 2021 года на чемпионате Канады Ким Бутен выиграла на дистанциях 500 м и 1000 м.
7 февраля 2022 года на Олимпийских играх в Пекине выиграла бронзовую медаль на дистанции 500 метров. В апреле на чемпионате мира в Монреале она выиграла пять серебряных медалей, в том числе и в абсолютном зачёте. В сезоне 2022/23 Ким выиграла на двух этапах Кубка мира в забегах на 500 м в Алма-Аты и Монреале и стала второй в Дордрехте, что в итоге привело её к третьему месту общего зачёта Кубка мира на дистанции 500 м.
На чемпионате мира в Сеуле Бутен в очередной раз была близка к победе, но опять стала бронзовым призёром в забеге на 1500 м и в эстафете. В марте 2023 года она объявила, что не будет участвовать в первых четырех этапах Кубка мира сезона 2023/24. Вместо этого она планировала совмещать обучение с учёбой и пройти стажировку по программе, которая гордится поддержкой молодых матерей в Канаде. В 2024 году она впервые выиграла чемпионат мира в Роттердаме на дистанции 500 м, а также завоевала бронзовую медаль в женской эстафете.

## Награды
- 2015 год — награждена Short Track Rising Star Award Канады (восходящая звезда)
- 2018 год — названа женщиной-спортсменкой года Canadian Sports Awards
- 2018, 2020, 2022 года — признана лучшей канадской конькобежкой года по шорт треку от Speed Skating Canada